# Penicillium aurantioflammiferum
Penicillium aurantioflammiferum är en svampart som beskrevs av C. Ramírez, A.T. Martínez & Berer. 1980. Penicillium aurantioflammiferum ingår i släktet Penicillium och familjen Trichocomaceae.   Inga underarter finns listade i Catalogue of Life.